# Lingua franca
Lingua franca (výslovnost lingva franka) je jakýkoliv jazyk šířeji využívaný nad rámec rodilých mluvčích. Status lingvy franky je de facto obvykle „udělen“ lidmi jazyku, který nejvíce ovlivňuje dobu, ve které žijí. Jakýkoliv jazyk, který se stal lingvou frankou, byl prvotně určen pro mezinárodní obchod, ale časem mohl být přijat také pro kulturní výměnu informací či v diplomacii – např. v Evropě byla po celý raný novověk lingvou frankou diplomacie francouzština. 
Lingva franka světového významu se označuje termínem světový jazyk. Dnes se za takové jazyky považuje především angličtina, francouzština, čínština, španělština, arabština, portugalština, němčina a hindustánština.
Název „lingua franca“ (jinak také sabir) byl původně používán Araby, a sice k pojmenování všech románských jazyků, zejména italštiny (Arabové všechny národy v západní Evropě označovali jako „Franky“). Později se tak označoval jazyk s románskou slovní zásobou (většina slov odvozena ze španělštiny a italštiny) a velmi jednoduchou gramatikou, který byl až do konce 19. století používán námořníky ve Středozemním moři, částečně na Středním východě a severní Africe.

## Lingvy franky v čase a prostoru

### Evropské jazyky

#### Angličtina
Angličtina je současná lingua franca vědy a techniky, mezinárodního obchodu, z diplomacie vytlačila francouzštinu už po první a definitivně po druhé světové válce. Pravděpodobně byla zvýhodněna pozicí anglicky mluvících zemí v závěru války.
Moderní trend používat angličtinu je ovlivněn zbývajícími důsledky Britského impéria, ale zajisté se urychlil ve věku elektronických medií skrz enormní anglofonní „kulturní export“ z USA (filmy a hudba). Angličtina je mnohými brána jako lingva franka současného světa, vzhledem k hospodářské hegemonii vyspělých západních evropských států ve světě financí a obchodních institucí. V oblasti vědy se používá angličtina jako jediný jazyk téměř na všech mezinárodních setkáních, všechny významnější vědecké žurnály také publikují anglicky.
Mezník v uznání dominance angličtiny přišel v roce 1995, kdy, při přístupu Rakouska, Finska a Švédska, se angličtina připojila k francouzštině jako jeden z pracovních jazyků Evropské unie. Také mnoho Evropanů mimo EU přijalo angličtinu jako svou lingvu franku (např. Švýcarsko).[zdroj?]

#### Francouzština
Francouzština byla v Evropě lingvou frankou diplomacie od 17. století do konce 1. světové války; stále je jedním z pracovních jazyků mezinárodních institucí a je používána na různých dokumentech od cestovních pasů po letecké dopisy. Po mnoho let, až do vstupu Rakouska, Švédska a Finska v roce 1995, byla jediným oficiálním jazykem Evropského společenství.
Francouzština je obecným dorozumívacím jazykem v mnoha zemích severozápadní a tropické Afriky, jakožto pozůstatek někdejší francouzské a belgické kolonizace. Také v Zadní Indii (Kambodža, Laos, Vietnam) trvá její vliv. Všechny tyto země, spolu s mnoha jinými po celém světě, jsou členy Frankofonie.

#### Italština
Italština byla lingua franca v italských koloniích v Africe a stále je užívána částí populace v Etiopii a Eritreji, především v obchodě.

#### Němčina
Němčina byla lingua franca ve velké části Evropy během 19. a první poloviny 20. století ve vědách – zejména ve fyzice, chemii, sociologii a ve vědách historických, tj. historii, archeologii, etnografii (tyto obory bez dobré znalosti němčiny nelze zákonitě studovat dodnes[zdroj?]), ale také v obchodu a politice. Německy se mluvilo ve velké části východní Evropy ještě dlouho po konci druhé světové války. Její vliv přetrvává také v některých z bývalých německých kolonií, viz německojazyčné země a území.

#### Portugalština
Portugalština sloužila jako lingua franca v Africe, Asii a Jižní Americe v 15. a 16. století. Dodnes si status mezietnického (úředního) jazyka uchovala ve všech bývalých portugalských koloniích (Brazílie, Angola, Mosambik, Kapverdy, Východní Timor atd.); významně je rozšířena i v Španělsku (Galicie), Švýcarsku, Namibii a JAR.

#### Polština
Polština byla v raném novověku lingvou frankou v oblastech střední a východní Evropy díky politickému, ekonomickému, vojenskému a vědeckému vlivu Polsko-litevské unie. Přestože vliv ruštiny trochu snížil oblíbenost tohoto jazyka, polsky se stále mluví – nebo přinejmenším polsky rozumí – v západních částech Ukrajiny a Běloruska, částečně i na Litvě. 

#### Ruština
Ruština má kromě Ruska status úředního jazyka i v Bělorusku, Kazachstánu a Kyrgyzstánu; jako jazyk mezietnické komunikace se používá ve státech bývalého Sovětského svazu (kromě Pobaltí). Určité pozice má i v Afghánistánu, Mongolsku, Číně a Izraeli.

#### Řečtina a latina
Během období Římské říše byla všeobecným jazykem řečtina koiné. V průběhu středověku jí toto postavení vydrželo v té části Evropy, kde byla hegemonem Byzantská říše; latina byla využívána ve zbytku Evropy. Ve vědě si latina toto postavení udržela zhruba do přelomu 19. a 20. století, okrajově i do současnosti (teologie, medicína, nomenklaturní popisy v přírodních vědách, akademické dokumenty a ceremonie).

### Mimoevropské jazyky

#### Amharština
Amharština se používá k mezietnické komunikaci na území celé Etiopie (úřední jazyk). Ve veřejném prostoru dominuje psaná forma tohoto jazyka i v místech, kde se primárně komunikuje jinými jazyky.

#### Arabština
Arabština slouží jako lingva franka (resp. jazyk svatého písma) pro muslimy.

#### Aramejština
Aramejština, rodný jazyk Aramejců, se stala lingvou frankou Asyrské říše a západních provincií Perské říše, hlavně díky svému jednoduchému abecednímu systému, který je jednodušší než klínopis. Aramejština byla takto používána i v časech Ježíše Krista.

#### Bislamština
Bislamština (bislama) je jazyk používaný na ostrovech v Pacifiku.

#### Čínština
Klasická čínština slouží jako lingva franka jako jazyk diplomacie na Dálném východě Asie – používána Čínou, Koreou, Japonskem a Vietnamem v mezistátní komunikaci. V počátku 20. století byla klasická čínština nahrazena moderní standardní čínštinou.

#### Hauština
Hauština (hawsaa) je lingvou frankou především v Nigeru a části Nigérie.

#### Hindština
Hindština (hindí) a jí blízká urdština (urdú) se běžně používají v Indii a Pákistánu. V současnosti s nimi soupeří i angličtina.

#### Perština
Perština (fársí) je univerzálním jazykem pro obyvatele Íránu, Afghánistánu a Tádžikistánu. V minulosti sloužila i jako universální jazyk v Turkestánu.

#### Sogdština
Sogdština (swγδyʼw) od 4. stol. po Kr. až do islamisace Střední Asie sloužila jako universální jazyk obchodu na Hedvábné stezce.

#### Svahilština
Svahilština (kiswahili) se používá jako lingua franca ve východní Africe. Především v Tanzanii, Keni a Ugandě.